# Helesfa
Helesfa là một thị trấn thuộc hạt Baranya, Hungary. Thị trấn này có diện tích 9,87 km², dân số năm 2010 là 528 người, mật độ 53 người/km².